# Afghanistan i olympiska sommarspelen 2008
Afghanistan sände ett lag till OS 2008, bestående av tre män och en kvinna. Egentligen skulle Mehboba Ahdyar ha deltagit på 1500 meter, men hon avvek från träningsläger för att söka asyl i Norge i början av juli 2008.

## Trupp

### Friidrott
- Robina Muqim Yaar, 100 m, damer - Utslagen i första rundan.
- Masoud Azizi, 100 m, herrar - Utslagen i första rundan.

### Taekwondo
- Nesar Ahmad Bahave, 68 kg, herrar - Utslagen i första rundan.
- Rohullah Nikpai, 58 kg, herrar -  Brons.

## Friidrott
Förkortningar
- Noteringar – Placeringarna avser endast löparens eget heat
- Q = Kvalificerad till nästa omgång
- q = Kvalificerade sig till nästa omgång som den snabbaste idrottaren eller, i fältgrenarna, via placering utan att uppnå kvalgränsen.
- NR = Nationellt rekord
- N/A = Omgången ingick inte i grenen
- Bye = Idrottaren behövde inte delta i denna omgång

Herrar
Bana och landsväg
| Idrottare     | Gren  | Heat     | Heat      | Kvartsfinal      | Kvartsfinal      | Semifinal        | Semifinal        | Final            | Final            |
| Idrottare     | Gren  | Resultat | Placering | Resultat         | Placering        | Resultat         | Placering        | Resultat         | Placering        |
| ------------- | ----- | -------- | --------- | ---------------- | ---------------- | ---------------- | ---------------- | ---------------- | ---------------- |
| Massoud Azizi | 100 m | 11,45    | 8         | Gick inte vidare | Gick inte vidare | Gick inte vidare | Gick inte vidare | Gick inte vidare | Gick inte vidare |

Damer
Bana & landsväg
| Idrottare         | Gren  | Heat     | Heat      | Kvartsfinal      | Kvartsfinal      | Semifinal        | Semifinal        | Final            | Final            |
| Idrottare         | Gren  | Resultat | Placering | Resultat         | Placering        | Resultat         | Placering        | Resultat         | Placering        |
| ----------------- | ----- | -------- | --------- | ---------------- | ---------------- | ---------------- | ---------------- | ---------------- | ---------------- |
| Robina Muqim Yaar | 100 m | 14,80    | 8         | Gick inte vidare | Gick inte vidare | Gick inte vidare | Gick inte vidare | Gick inte vidare | Gick inte vidare |

## Taekwondo
| Idrottare          | Gren             | Åttondelsfinaler     | Kvartsfinaler        | Semifinaer           | Återkval             | Bronsmatch           | Final                | Final            |
| Idrottare          | Gren             | Motståndare Resultat | Motståndare Resultat | Motståndare Resultat | Motståndare Resultat | Motståndare Resultat | Motståndare Resultat | Placering        |
| ------------------ | ---------------- | -------------------- | -------------------- | -------------------- | -------------------- | -------------------- | -------------------- | ---------------- |
| Rohullah Nikpai    | Herrarnas −58 kg | Tuncat (GER) W 4–3   | Pérez (MEX) L 1–2    | Gick inte vidare     | Harvey (GBR) W 2–1   | Ramos (ESP) W 4–1    | Gick inte vidare     | 3                |
| Nesar Ahmad Bahave | Herrarnas −68 kg | M López (USA) L 0–3  | Gick inte vidare     | Gick inte vidare     | Manz (GER) L 3–4     | Gick inte vidare     | Gick inte vidare     | Gick inte vidare |